# Leuze-en-Hainaut
Leuze-en-Hainaut là một đô thị của Bỉ, tọa lạc located trong tỉnh Hainaut. Đô thị này bao gồm các đô thị cũ Leuze-en-Hainaut, Grandmetz, Thieulain, Blicquy, Chapelle-à-Oie, Chapelle-à-Wattines, Pipaix, Tourpes, Willaupuis và Gallaix.